# Letecká základna Palmachim
Letecká základna Palmachim (hebrejsky: בסיס חיל-האוויר פלמחים) je vojenská letecká základna Izraelského vojenského letectva u kibucu Palmachim na břehu Středozemního moře v Izraeli. Základna leží v blízkosti měst Rišon le-Cijon a Javne. Jedná se o největší izraelskou vrtulníkovou základnu a zároveň domovskou základnu elitní jednotky Sajeret Šaldag a bezpilotních letounů. U základny se nachází stejnojmenný izraelský kosmodrom a raketové odpalovací zařízení protiraketových střel Arrow.

## Historie
Základna Palmachim byla vybudována v 70. letech původně jako testovací raketová základna využívaná 151. eskadrou vojenského letectva. Následně bylo využití Palmachim rozšířeno i o základnu vrtulníků, která je v současnosti (2010) hlavní izraelskou vrtulníkovou základnou.

## Současné využití
Palmachim je domovskou základnou eskader bezpilotních letounů (UAV) a vrtulníků izraelského letectva. V jižní části základny se pak nachází odpalovací rampa střel Arrow. Celkem bylo z této rampy (IAFTR) uskutečněno 14 testů, a to od 9. září 1990 do 1. listopadu 1999. O jejich úspěšnosti se lze dočíst v sekci Prováděné testy.
Severně od základny se nachází kosmodrom Palmachim, využívaný pro start nosných raket Šavit po retrográdní dráze nad Středozemním moře a rovněž střel nové generace Arrow II. Ze zdejší odpalovací rampy byly rovněž testovány balistické střely Jericho II.

### Prováděné testy

#### Rampa IAFTR
Z rampy IAFTR bylo provedeno v letech 1990 až 1999 celkem 14 následujících testů:
| datum             | typ střely | úspěšnost         | dosažená vzdálenost |
| ----------------- | ---------- | ----------------- | ------------------- |
| 9. srpna 1990     | Arrow      | pokus se nezdařil | 0 km                |
| 25. března 1991   | Arrow      | pokus se nezdařil | 20 km               |
| 30. října 1991    | Arrow      | pokus se nezdařil | 20 km               |
| 23. září 1992     | Arrow      | pokus byl úspěšný | 20 km               |
| 28. února 1993    | Arrow      | pokus byl úspěšný | 20 km               |
| 28. února 1993    | Arrow      | pokus byl úspěšný | 20 km               |
| 14. července 1993 | Arrow      | pokus byl úspěšný | 20 km               |
| 14. října 1993    | Arrow      | pokus byl úspěšný | 20 km               |
| 14. října 1993    | Arrow      | pokus byl úspěšný | 20 km               |
| 1. března 1994    | Arrow      | pokus byl úspěšný | 20 km               |
| 12. června 1994   | Arrow      | pokus byl úspěšný | 20 km               |
| 20. srpna 1996    | Arrow      | pokus byl úspěšný | 80 km               |
| 19. srpna 1997    | Arrow      | pokus byl úspěšný | 80 km               |
| 1. listopadu 1999 | Arrow      | pokus byl úspěšný | 80 km               |

#### Rampa SH

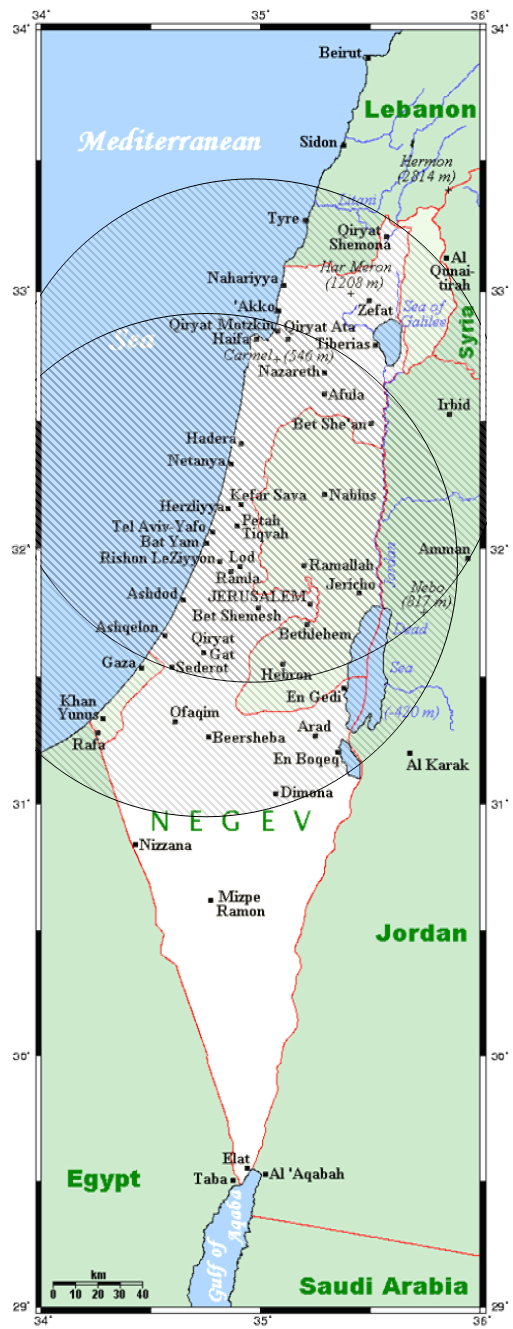
Dosah protiraketových střel Arrow II ze základen Palmachim (spodní kruh) a Ejn Šemer

Z rampy SH bylo provedeno v letech 1987 až 2010 celkem 27 následujících startů:.
| datum             | typ střely                   | dosažená vzdálenost | poznámka                                     |
| ----------------- | ---------------------------- | ------------------- | -------------------------------------------- |
| 1. května 1987    | balistická raketa Jericho II | 300 km              |                                              |
| 1. ledna 1988     | balistická raketa Jericho II | 300 km              |                                              |
| 19. září 1988     | nosná raketa Šavit 1         | nízká oběžná dráha  | satelit Ofek-1                               |
| 14. září 1989     | balistická raketa Jericho II | 300 km              |                                              |
| 3. května 1990    | nosná raketa Šavit 1         | nízká oběžná dráha  | satelit Ofek-2                               |
| 15. září 1994     | balistická raketa Jericho II | 300 km              |                                              |
| 5. května 1995    | nosná raketa Šavit 1         | nízká oběžná dráha  | satelit Ofek-3                               |
| 30. července 1995 | Arrow-2                      | 20 km               |                                              |
| 20. února 1996    | Arrow-2                      | 80 km               |                                              |
| 20. srpna 1996    | Arrow-2                      | 80 km               |                                              |
| 11. března 1996   | Arrow-2                      | 80 km               |                                              |
| 19. srpna 1997    | Arrow-2                      | 80 km               |                                              |
| 22. ledna 1998    | nosná raketa Šavit 1         | –                   | satelit Ofek-4 (nedosáhl orbity a zničil se) |
| 14. září 1998     | Arrow-2                      | 80 km               |                                              |
| 1. listopadu 1999 | Arrow-2                      | 80 km               |                                              |
| 14. září 2000     | Arrow-2                      | 80 km               |                                              |
| 27. června 2001   | balistická raketa Jericho II | 100                 |                                              |
| 27. srpna 2001    | Arrow                        | 100 km              |                                              |
| 28. května 2002   | nosná raketa Šavit 1         | nízká oběžná dráha  | satelit Ofek-5                               |
| 5. ledna 2003     | Arrow-2                      | 30 km               |                                              |
| 16. prosince 2003 | Arrow-2                      | 30 km               |                                              |
| 6. září 2004      | nosná raketa Šavit 1         | –                   | satelit Ofek-6 (nedosáhl orbity a zničil se) |
| 2. prosince 2005  | Arrow-2                      | 40 km               |                                              |
| 11. února 2007    | Arrow-2                      | 40 km               |                                              |
| 26. března 2007   | Arrow-2                      | 40 km               |                                              |
| 10. června 2007   | nosná raketa Šavit 2         | nízká oběžná dráha  | satelit Ofek-7                               |
| 22. června 2010   | nosná raketa Šavit 2         | nízká oběžná dráha  | satelit Ofek-9                               |

## Jednotky

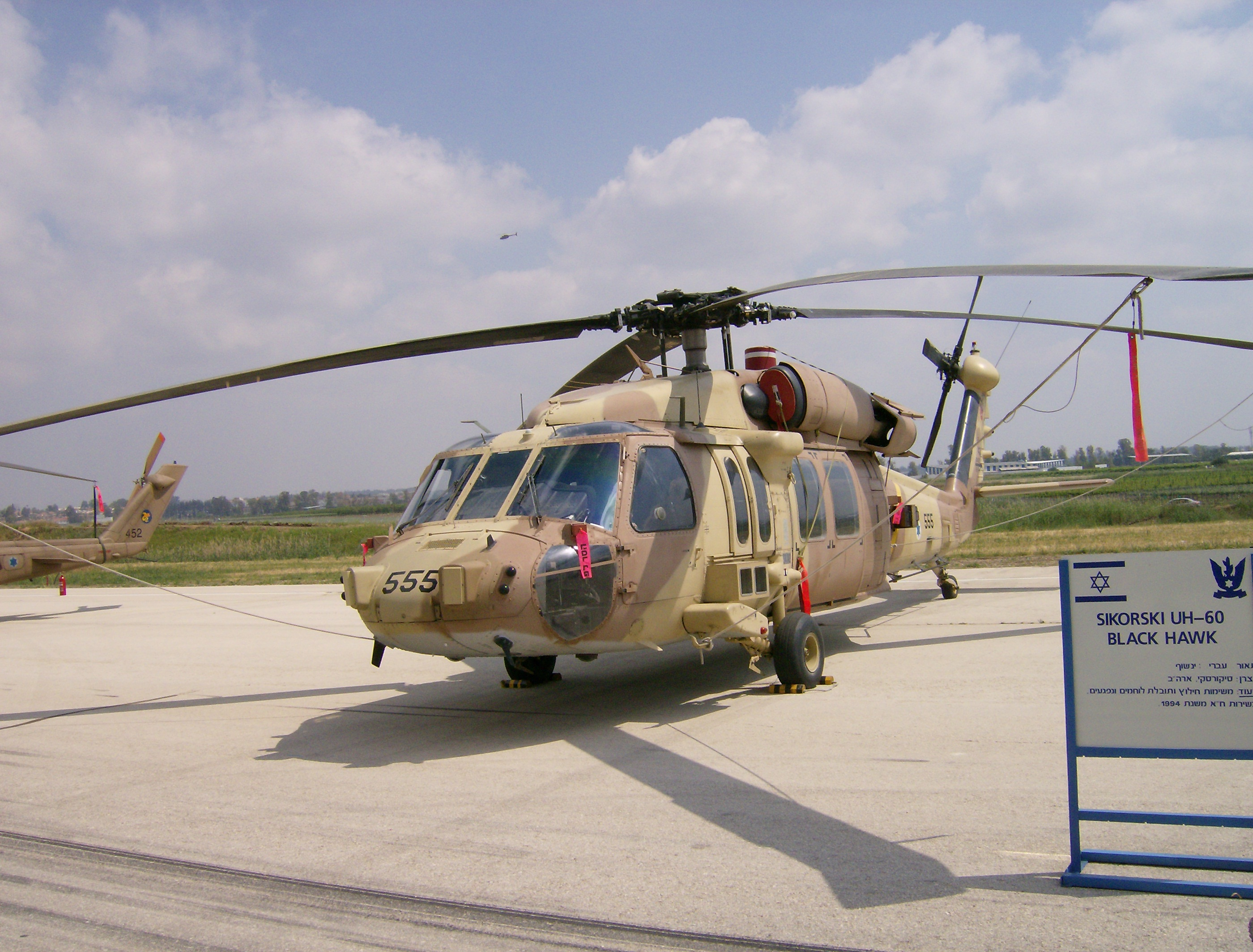
Víceúčelový vrtulník UH-60 Black Hawk, jehož 124. eskadra sídlí na základně Palmachim

Palmachim je domovskou základnou několika bojových eskader:
- 124. eskadra – víceúčelové vrtulníky UH-60 Black Hawk a S-70A
- 151. eskadra – raketová jednotka
- 160. eskadra – bitevní vrtulníky AH-1E/F Cobra
- 161. eskadra – bitevní vrtulníky AH-1E/F Cobra
- 166. eskadra - bezpilotní letouny Hermes 450
- 193. eskadra – námořní vrtulník AS-565 Panther
- 200. eskadra - bezpilotní letouny (UAV) Searcher a Hermes 450

Mimo těchto eskader na základně od roku 1974 sídlí elitní speciální jednotka vojenského letectva Sajeret Šaldag.